# Frank Reinhardt (Leichtathlet)
Frank Reinhardt (* in Norden) ist ein deutscher Leichtathletiktrainer, der sich auf Weit- und Dreisprung spezialisiert hat. Er ist DLV-Bundesstützpunkttrainer für Horizontalsprung in Hannover und Vereinstrainer bei der LG Göttingen.

## Werdegang
Reinhardt wuchs in Ostfriesland auf, war dort Mitglied beim TV Norden und war erfolgreicher Dreispringer.
In den 80er Jahren zog er nach Göttingen, um Germanistik, Publizistik und Kommunikationswissenschaft zu studieren. Da er die eigene Dreisprungkarriere jedoch verletzungsbedingt schon früh aufgeben musste, schlug er die Trainerkarriere ein. Zwei Jahre nach seinem Umzug nach Göttingen begleitete er zwei Athletinnen zu den U20-Weltmeisterschaften, woraufhin er ein Sportstudium begann.
In den späten 2000ern stößt die damals noch 16-Jährige Neele Eckhardt-Noack in Reinhardts Trainingsgruppe. Noch heute besteht das Gespann aus Trainer und Athletin.
Das Team erweiterte sich im Jahr 2019, als die Dreispringerin Kira Wittmann und die Weitspringerin Merle Homeier zur Gruppe hinzustießen. Alle drei Sportlerinnen sind immer noch Mitglieder der LG Göttingen. Ursprünglich trainierte Neele Eckhardt-Noack während ihres Jurastudiums auch in Göttingen, aber mittlerweile befindet sich die Trainingsstätte wieder am Bundesstützpunkt in Hannover. 

## Erfolge
Höhepunkte der Zusammenarbeit sind unter anderem:
- Gold bei den Deutschen Meisterschaften 2018 (Eckhardt-Noack)
- Bronze bei den Halleneuropameisterschaften 2021 (Eckhardt-Noack)
- Silber bei den U23-Europameisterschaften 2021 (Homeier)
- 4. Platz bei den Europameisterschaften 2022 (Eckhardt-Noack)
- Teilnahme an den Weltmeisterschaften 2022 (Homeier & Eckhardt-Noack)
- Gold bei den Deutschen Hallenmeisterschaften 2023 (Witmann)